# Chris Eschbach
Chris Eschbach (* 7. Mai 1991) ist ein Schweizer Unihockeyspieler auf der Position des Stürmers. Eschbach stand während seiner Karriere beim UHC Waldkirch-St. Gallen und dem UHC Herisau unter Vertrag.

## Karriere

### Erste Schritte
Eschbach spielte für alle Grossfeld Mannschaften des UHC Waldkirch-St. Gallen, ehe er in der Saison 2009/2010 zu seinen ersten Einsätzen in der ersten Mannschaft kam. Um eine Pause vom Leistungssport einzulegen und um sich einem Praktikum im Rahmen seines Studiums zu widmen, wechselte Eschbach zur Saison 2014/15 zum Kantonsnachbarn UHC Herisau. Mit dem UHC Herisau gelang ihm sogleich der Vorstoss in das Playoff-Halbfinale.

### Rückschritt und Fortschritt
Nach starken Leistungen in der dritthöchsten Schweizer Liga kehrte Eschbach wie geplant zum UHC Waldkirch-St. Gallen zurück. Die Saisonvorbereitung bestritt Eschbach nicht wie seine Mitspieler in der Sporthalle, sondern mit Surfen. Erst im August desselben Jahres stiess der Appenzeller zur Mannschaft um den Kapitän Andrin Zellweger. Bereits in der ersten Saison nach seiner Rückkehr avancierte Eschbach mit Kapitän Andrin Zellweger zu einem harmonierenden Duo. Am Ende der Saison 2015/16 stand Eschbach als Topscorer der ersten Mannschaft fest. 2016/17 konnte er sich erneut als Topscorer auszeichnen lassen und trug einen Grossteil der Saison das Trikot des Topscorers. Diese Saison war zugleich die erfolgreichste Saison der Vereinsgeschichte für den UHC Waldkirch-St. Gallen. Nach der Saison, am 30. März 2017, gab der UHC Waldkirch-St. Gallen bekannt, dass Eschbach seinen Kontrakt um ein weiteres Jahr bis Ende Saison 2017/18 verlängert hat. Am 1. Januar 2018 gab der Verein bekannt, dass Eschbach ebenfalls in der Saison 2018/19 für die St. Galler auflaufen wird.
Nach der Saison 2020/21 beendete Eschbach seine Karriere.